# Tropidonophis negrosensis
Tropidonophis negrosensis är en ormart som beskrevs av Taylor 1917. Tropidonophis negrosensis ingår i släktet Tropidonophis och familjen snokar. Inga underarter finns listade i Catalogue of Life.
Denna orm förekommer med flera små populationer på centrala Filippinerna. Arten lever i låglandet och i bergstrakter upp till 1200 meter över havet. Den vistas i skogar och i galleriskogar vanligen intill vattenansamlingar. Tropidonophis negrosensis simmar ibland. Honor lägger ägg.
Beståndet hotas av landskapsförändringar när jordbruksmark och gruvor etableras. Några exemplar dödas av personer som antar att ormen är farlig. Utbredningsområdet uppskattas vara 1400 km² stort. IUCN kategoriserar arten globalt som sårbar.